# The Seventh Coin
The Seventh Coin è un film del 1993 diretto da Dror Soref.
È un film d'avventura a produzione statunitense e israeliana con Alexandra Powers, Navin Chowdhry e Peter O'Toole. È incentrato sulle avventure di Emil Saber (O'Toole) che dopo essersi recato a Gerusalemme in cerca della "settima moneta" di re Erode per completare la sua collezione, comincia ad immedesimarsi in Erode credendosi la sua reincarnazione.

## Produzione
Il film, diretto da Dror Soref su una sceneggiatura di Howard Delman, Michael Lewis e Dror Soref, fu prodotto da Omri Maron e Lee Nelson per la April Communications e la Orbit Entertainment Group e girato in Israele dal 29 luglio al dicembre 1990 con un budget stimato in 900.000 dollari. Il titoli di lavorazione furono King Herod's Children e Pursued.

## Distribuzione
Il film fu presentato al WorldFest-Houston International Film Festival nell'aprile del 1993 e distribuito negli Stati Uniti dal 10 settembre 1993 al cinema dalla Hemdale Film con il titolo The Seventh Coin.
Alcune delle uscite internazionali sono state:
- in Portogallo (A Sétima Moeda)
- in Germania (Die siebente Münze)

## Critica
Secondo Leonard Maltin è un "film d'azione ed'avventura per ragazzi, privo d'azione e di avventura" mentre O'Toole "sembra di cera e recita come se lo fosse".